# Mahitahi (fleuve)
Le fleuve Mahitahi  (en anglais : Mahitahi River) est un cours d’eau du sud-ouest de l’Île du Sud de la  Nouvelle-Zélande.

## Géographie
Il s’écoule vers le nord-ouest à partir de la chaîne de ‘Hooker Range’, qui fait partie des  Alpes du Sud, atteignant la Mer de Tasman dans la baie de  baie de Bruce (en) (en) Land Information New Zealand, « détail emplacement: Mahitahi (fleuve) », sur New Zealand Gazetteer